# Sebastian Münster (Schauspieler)
Sebastian Münster (* 26. Juli 1971 in Düsseldorf) ist ein deutscher Schauspieler.

## Karriere
Seine Kindheit und Jugend verbrachte Münster in Sprockhövel, wo er auch heute noch einen Wohnsitz hat. Nach seiner Schauspielausbildung an der Otto-Falckenberg-Schule in München und Produktionen an den Münchner Kammerspielen war er von 1998 bis 2002 Ensemblemitglied am Schauspiel Bonn, wo er mit Konstanze Lauterbach, David Mouchtar-Samorai und Krzysztof Warlikowski zusammenarbeitete. Ab 2002 war er am Hessischen Staatstheater Wiesbaden engagiert.
Nach seinem Fernsehdebüt in dem ZDF-Drama Und morgen fängt das Leben an spielte er in den Kinoproduktionen Härtetest, Fandango – Members Only und liegen lernen an der Seite von Moritz Bleibtreu, Nicolette Krebitz und Florian Lukas. Nach den Fernsehproduktionen Die Manns – Ein Jahrhundertroman, Ladyland und Kinder, Kinder, spielte er 2008 auf Sat.1 in der deutschen Version Das iTeam – Die Jungs an der Maus der englischen Serie The IT Crowd die Rolle des Tom.

## Straftaten
Im November 2009 wurde Sebastian Münster wegen des dringenden Tatverdachtes der Freiheitsberaubung und Vergewaltigung zweier Frauen verhaftet, die im Dezember 2001 geschehen war. Die Staatsanwaltschaft ermittelte ursprünglich wegen gefährlicher Körperverletzung, schweren Raubes und Verstoßes gegen das Betäubungsmittelgesetz. Eine DNS-Probe stellte die Verbindung zu dem früheren Fall her. Im März 2010 räumte Sebastian Münster laut der Bonner Staatsanwaltschaft die ihm zur Last gelegten Straftaten „weitestgehend ein“. Am 27. Mai 2010 wurde er wegen besonders schwerem Raub sowie Vergewaltigung in zwei Fällen im Zustand verminderter Schuldfähigkeit zu sechseinhalb Jahren Freiheitsstrafe verurteilt. Das Gericht legte auch einen Aufenthalt in einer Entziehungsklinik fest.
Am frühen Morgen des 13. Dezember 2016 wurde Münster wegen des dringenden Tatverdachtes der versuchten Vergewaltigung festgenommen. Die Anklage sah es als erwiesen an, dass er an einem Spielplatz in Hürth mit einer Sturmhaube, Socken über den Händen und einem Messer bewaffnet versucht hat, eine 15-jährige Schülerin zu überwältigen und zum Geschlechtsverkehr zu zwingen. Dem Mädchen gelang es jedoch, sich zu befreien, ein Anwohner und ein Passant überwältigten Münster auf der Flucht. Am 12. Juni 2017 wurde er aus der Untersuchungshaft der Hauptverhandlung am Kölner Landgericht zugeführt und für diese Tat am 28. Juni 2017 zu sechs Jahren Freiheitsstrafe sowie der Unterbringung in einer Entziehungsanstalt verurteilt.

## Filmografie
- 1995: Unter uns (Fernsehserie, 2 Folgen)
- 1996: Und morgen fängt das Leben an
- 1996: Der König (Fernsehserie, 1 Folge)
- 1997: 2 Männer, 2 Frauen – 4 Probleme!?
- 1998: Härtetest
- 1998: Vergewaltigt – Eine Frau schlägt zurück
- 1998: SOKO München (Fernsehserie, 1 Folge)
- 1998: Das vergessene Leben
- 1999: Unschuldige Biester
- 2000: Fandango – Members Only
- 2001: Die Manns – Ein Jahrhundertroman (Teil III)
- 2001: Victor – Der Schutzengel (Fernsehserie, 1 Folge)
- 2002: Der kleine Mönch (Fernsehserie, 1 Folge)
- 2002: Die Camper (Fernsehserie, 1 Folge)
- 2003: Liegen lernen
- 2003: Das siebte Foto
- 2004: Der Elefant – Mord verjährt nie (Fernsehserie, 1 Folge)
- 2005: LiebesLeben (Fernsehserie, 1 Folge)
- 2005: In aller Freundschaft (Fernsehserie, 2 Folgen)
- 2006: Ladyland (Fernsehserie, 2 Folgen)
- 2007: Liebesleben
- 2007: Kinder, Kinder (Fernsehserie, 3 Folgen)
- 2008: Das iTeam – die Jungs an der Maus (Fernsehserie, 4 Folgen)
- 2009: Ein Fall für zwei (Fernsehserie, 1 Folge)
- 2010: Der Staatsanwalt (Fernsehserie, 1 Folge)
- 2010: Ein Fall für Fingerhut